# Potężne Kaczory (serial telewizyjny)
Potężne Kaczory (org. Mighty Ducks, 1996–1997) – amerykański serial animowany wyprodukowany przez Buena Vista Television, Helium Productions i Walt Disney Television Animation. Serial luźno oparty na filmach live-action oraz drużynie hokejowej NHL pod tą samą nazwą.
Światowa premiera serialu miała miejsce 6 września 1996 roku na antenie ABC. Ostatni odcinek serialu został wyemitowany 17 stycznia 1997 roku. W Polsce serial do tej pory nie był emitowany.

## Fabuła
Serial opowiadający o losach inter-galaktycznej drużyny hokeja z innego wymiaru, którzy zostali uwięzieni na ziemi bez możliwości powrotu, po walce powietrznej, w której stracili statek. Na ziemi budują siedzibę i w wolnym czasie walczą ze złem.

## Obsada
- Ian Ziering – Wildwing
- Steve Mackall – Nosedive
- Jeff Bennett –
  - Duke L'Orange,
  - Bernie "Buzz" Blitzman
- Jennifer Hale – Mallory McMallard
- April Winchell – Tanya
- Brad Garrett – Grin
- Townsend Coleman – Canard
- James Belushi – Phil Palmfeather
- Dennis Franz – kapitan Flegghorn
- Efrem Zimbalist Jr. – doktor Huggerman
- Rob Paulsen –
  - Borg,
  - doktor Swindle
- Frank Welker –
  - B.R.A.W.N.,
  - Chameleon
- Tim Curry – Lord Dragaunus
- Clancy Brown – Siege
- Tony Jay – Wraith
- Charles Adler – doktor Droid
- William Morgan Sheppard – Asteroth
- Reed Diamond – Falcone
- Kath Soucie – Lucretia DeCoy
- Jim Cummings –
  - Daddy-O Cool,
  - Stanley Strazinski
- Matt Frewer – doktor Pretorious
- Xander Berkeley – Phineas P. Viper
- David Hyde-Pierce – Baron Von Licktenstamp
- Eddie Deezen – Mondo-Man

## Spis odcinków
| Premiera odcinka | N/o | Tytuł angielski              |
| ---------------- | --- | ---------------------------- |
|                  |     |                              |
| SERIA PIERWSZA   |     |                              |
|                  |     |                              |
| 06.09.1996       | 01  | The First Face-Off           |
| 06.09.1996       | 02  | The First Face-Off           |
|                  |     |                              |
| 13.09.1996       | 03  | A Traitor Among Us           |
|                  |     |                              |
| 14.09.1996       | 04  | Zap Attack                   |
|                  |     |                              |
| 21.09.1996       | 05  | Phil in the Blank            |
|                  |     |                              |
| 28.09.1996       | 06  | Power Play                   |
|                  |     |                              |
| 04.10.1996       | 07  | Dungeons and Ducks           |
|                  |     |                              |
| 11.10.1996       | 08  | Take Me to Your Leader       |
|                  |     |                              |
| 12.10.1996       | 09  | The Human Factor             |
|                  |     |                              |
| 18.10.1996       | 10  | Beak to the Future           |
|                  |     |                              |
| 19.10.1996       | 11  | Microducks                   |
|                  |     |                              |
| 26.10.1996       | 12  | Beaks vs B.R.A.W.N.          |
|                  |     |                              |
| 02.11.1996       | 13  | Jurassic Puck                |
|                  |     |                              |
| 08.11.1996       | 14  | The Return of Dr. Droid      |
|                  |     |                              |
| 09.11.1996       | 15  | Mondo-Man                    |
|                  |     |                              |
| 15.11.1996       | 16  | Puck Fiction                 |
|                  |     |                              |
| 16.11.1996       | 17  | Monster Rally                |
|                  |     |                              |
| 22.11.1996       | 18  | Buzz Blitzman—Mighty Duck    |
|                  |     |                              |
| 23.11.1996       | 19  | Bringing Down Baby           |
|                  |     |                              |
| 06.12.1996       | 20  | Mad Quacks Beyond Hockeydome |
|                  |     |                              |
| 07.12.1996       | 21  | The Final Face-Off           |
|                  |     |                              |
| 13.12.1996       | 22  | The Iced Ducks Cometh        |
|                  |     |                              |
| 20.12.1996       | 23  | The Most Dangerous Duck Hunt |
|                  |     |                              |
| 27.12.1996       | 24  | The Return of Asteroth       |
|                  |     |                              |
| 03.01.1997       | 25  | Duck Hard                    |
|                  |     |                              |
| 17.01.1997       | 26  | To Catch a Duck              |
|                  |     |                              |